# Midnite Dynamite
Pour les articles homonymes, voir Midnite (homonymie).
Albums de Kix
Cool Kids
(1983) Blow My Fuse
(1988)
Midnite Dynamite est le 3e album studio du groupe Kix sous le label Atlantic Records, sorti en 1985.

## Liste des morceaux
Toutes les pistes par Donnie Purdell & Bob Halligan, Jr., sauf indication.
1. Midnite Dynamite - 3:48 -
2. Red Hot (Black & Blue) - 3:22 -
3. Bang Bang (Balls of Fire) - 3:58 - (Halligan, Purnell, Winger)
4. Layin' Rubber - 3:51 -
5. Walkin' Away - 4:55 - (Halligan, Palumbo, Purnell)
6. Scarlet Fever - 4:18 -
7. Cry Baby - 4:16 -
8. Cold Shower - 5:01 -
9. Lie Like a Rug - 3:40 - (Palumbo, Purnell)
10. Sex - 3:55 - (Whiteman, Purnell)

## Crédits

### Kix
- Steve Whiteman - Chants, saxophone
- Ronnie Younkins - Guitare Rythmique & Guitare Solo
- Brian Forsythe - Guitare Rythmique & Guitare Solo
- Donnie Purnell - Basse, Claviers, Chœurs
- Jimmy Chalfant - Batterie, Chœurs

### Musiciens additionnels
- Anton Fig - Batterie